# Ghicci Mittino
Graziella Mittino, detta Ghicci (Novara, 11 luglio 1978), è una thaiboxer e kickboxer italiana.
La sua carriera sportiva inizia nel 2009, si dimostra subito un atleta con grande carattere e determinazione, doti fondamentali che la porteranno a vincere 5 titoli Italiani, 2 europei e 4 mondiali, con un record di 51 match totali con 46 vittorie e 5 sconfitte.
Per motivi personali si ferma da aprile 2013 a settembre 2015, al rientro sul ring vince 2 incontri preparatori per poi partire  con la Nazionale Italiana dove a marzo 2016 vince ancora due medaglie d'oro, ma infortunandosi a un ginocchio.
A settembre 2016 si opera al ginocchio, dopo una meticolosa riabilitazione e grazie al suo carattere, ad aprile 2017 si rimette in gioco vincendo in Inghilterra il match del suo rientro.
A Novara il 1 luglio 2017 ha conquistato conquistare la cintura europea W.B.C Muay Thai dei 50 kg.
Atleta agonista della società Team ONESHOT 2561 di Novara, è allenatrice del corso bambini presso la palestra novarese.

## Titoli
- Campionessa Italiana PRO K1 W.F.C kg. 54 - Titolo vinto contro Alice Galli il 12/12/2010 a Milano, Italia
- Campionessa Italiana Muay Thai F.I.K.B.M.S 1ª serie 2010/11/12 - 51 kg
- 2ª classificata Campionati Italiani Kick Boxing F.I.K.B.M.S 1ª serie 2010/11 52 kg
- Campionessa Italiana PRO W.P.M.F Muay Thai 51 kg - Titolo vinto contro Gabriella Rutigliano il 12/06/2011 a Milano, Italia
- Campionessa Italiana Wako Pro K1 54 kg - Titolo vinto contro Perla Bragagnolo il 12/11/2011 a Torino, Italia
- Campionessa Europea Wako Pro Muay Thai kg 54 - Titolo vinto contro Nevenka Mikulic (CROAZIA) il 26/11/2011 a Novara, Italia
- Campionessa Mondiale W.M.F. Pro AM 51 kg - 22/03/2012 a Bangkok, Thailandia
- Campionessa Italiana Muay Thai F.I.K.B.M.S 1ª serie 2013 54 kg
- Campionessa Mondiale W.M.F Pro Tournament 4 woman 57 kg - 23/03/2013 a Bangkok, Thailandia
- Campionessa Mondiale W.M.O Amateur kg 51 - 16/03/2016 a Bangkok, Thailandia
- Campionessa Mondiale W.M.O Pro AM kg 51 - 21/03/2016 a Bangkok, Thailandia
- Campionessa Europea W.B.C Muay Thai kg 50 - 01/07/2017 a Novara Italia
- Campionessa Europea W.M.O Amateur kg 51 - 15/10/2017 a Cinisello Balsamo, Italia

Aggiornato al 15 Ottobre 2017

## Incontri Disputati
| 44 Vittorie, 4 Sconfitte, |                      |           |                  |             |                                |
| Data                      | Avversario           | Risultato | Vinto/Perso per: | Specialità  | Evento/Location                |
| 19/10/2010                | Rossella Cinus       | WIN       | Point            | K1          | Arona                          |
| 23/11/2010                | Ilaria Stivanello    | WIN       | Point            | K1          | Milano                         |
| 05/12/2010                | Eleonora Sponchia    | WIN       | Point            | K1          | Como                           |
| 12/12/2010                | Alice Galli          | WIN       | Point            | K1          | Titolo Italiano W.F.C Milano   |
| 26/03/2011                | Valentina Pellati    | WIN       | Point            | Kick Boxing | 1/2 finale C. Italiani Napoli  |
| 27/03/2011                | Valentina Murgia     | LOSE      | Point            | Kick Boxing | Finale C. Italiani Napoli      |
| 13/05/2011                | Veronica Vernocchi   | LOSE      | Point            | K1          | Torneo Bad Girl Rimini         |
| 12/06/2011                | Gabriella Rutigliano | WIN       | Point            | Muay Thai   | Titolo italiano W.P.M.F Milano |
| 25/09/2011                | Francesca Lungi      | WIN       | Point            | K1          | Officina Boxing Bar Milano     |
| 12/11/2011                | Perla Bragagnolo     | WIN       | Point            | K1          | Titolo italiano Torino         |
| 26/11/2011                | Nevenka Mikulic      | WIN       | Point            | Muay Thai   | Titolo Europeo Novara          |
| 20/03/2012                | Thailand girl        | WIN       | Point            | Muay Thai   | 1/2 finale Mondiale Bangkok    |
| 22/03/2012                | Portugal girl        | WIN       | K.O              | Muay Thai   | Finale Mondiale Bangkok        |
| 02/06/2012                | Deborah Semeraro     | WIN       | Point            | Muay Thai   | Casinò di Montreux             |
| 14/07/2012                | Saray Medina         | LOSE      | T.K.O cut        | Muay Thai   | Barcellona                     |
| 18/03/2013                | Vatinee Saranburus   | LOSE      | Point            | Muay Thai   | 1/4 finale Mondiale Bangkok    |
| 21/03/2013                | Laurene Wampen Tue   | WIN       | Point            | Muay Thai   | 1/2 finale Mondiale Bangkok    |
| 23/03/2013                | Ilada Sor Paithong   | WIN       | Point            | Muay Thai   | Finale Mondiale Bangkok        |
| 10/11/2015                | Alice D'Agostino     | WIN       | Point            | K1          | Kick & Punch Milano            |
| 01/11/2015                | Michela Galli        | WIN       | Point            | Muay Thai   | Muay Thai Spirit Day 6, Novara |